# Watchara Buathong
Watchara Buathong (Thai: วัชระ บัวทอง, * 20. April 1993 in Songkhla) ist ein thailändischer Fußballspieler.

## Karriere

### Verein
Seine fußballerische Laufbahn begann 2008 beim Erstligisten Osotspa Samut Prakan. Hier unterschrieb er 2010 auch seinen ersten Vertrag. Bis Ende der Vertragslaufzeit wurde er mehrfach ausgeliehen. 2012 wurde er an den Ligakonkurrenten Chainat Hornbill FC nach Chainat ausgeliehen. Hier absolvierte er fünf Spiele. Im gleichen Jahr wurde er an den ebenfalls in der Thai Premier League spielenden Port FC aus Bangkok ausgeliehen. Zum Zweitligisten Bangkok FC sowie zum Erstligisten Samut Songkhram FC wurde er 2014 ausgeliehen. 2016 unterschrieb er einen Vertrag beim Zweitligisten Port FC, wobei er im gleichen Jahr an den Erstligisten BBCU FC ausgeliehen wurde. Nachdem BBCU im Laufe der Saison 2017 gesperrt wurde, kehrte er vorzeitig zu Port zurück. Hier steht er bis heute unter Vertrag. 2019 stand er mit Port im Finale des FA Cup. Im Finale gewann Port mit 1:0 gegen den Erstligisten Ratchaburi Mitr Phol aus Ratchaburi. Zur Rückrunde 2021/22 wechselte er Anfang Januar 2022 bis Saisonende auf Leihbasis zum Zweitligisten Trat FC. Für den Verein aus Trat absolvierte er fünf Zweitligaspiele. Nach der Ausleihe kehrte er zu Port zurück. Nach der Rückkehr wurde sein Vertrag bei Port nicht verlängert. Im Juni 2022 unterschrieb er einen Vertrag beim Zweitligaaufsteiger Nakhon Si United FC. Für den Verein aus Nakhon Si Thammarat stand er viermal zwischen den Pfosten. Im Sommer 2023 wechselte er in die erste Liga, wo er einen Vertrag beim Erstligaaufsteiger Nakhon Pathom United FC unterschrieb. Am Ende der Saison 2024/25 musste er mit Nakhon Pathom den Weg in die Zweitklassigkeit antreten. Nach sieben Ligaspielen wurde sein Vertrag im Sommer 2025 nicht verlängert. Im Juli 2025 nahm ihn der Zweitligist Phrae United FC aus Phrae unter Vertrag.

### Nationalmannschaft
Von 2011 bis 2012 spielte er viermal für die thailändische U-19-Nationalmannschaft. Von 2012 bis 2016 spielte er zweimal für die thailändische U-23-Nationalmannschaft.

## Erfolge

### Verein
Port FC
- Thailändischer Pokalsieger: 2019

### Nationalmannschaft
Thailand U19
- AFF U-19 Youth Championship: 2011